# 転運
転運（てんうん）は宋代に四川で叛した呉曦が使用した私年号。1207年旧正月 - 旧2月。

## 西暦等との対照表
| 転運 | 元年    |
| 西暦 | 1207年  |
| 干支 | 丁卯    |
| 南宋 | 開禧3年 |